# Kotijärvi (sjö i Finland, Södra Savolax)
Kotijärvi är en sjö i Finland. Den ligger i kommunen Jockas i landskapet Södra Savolax, i den södra delen av landet, 240 km nordost om huvudstaden Helsingfors. Kotijärvi ligger 96,6 meter över havet. Arean är 5,01 kvadratkilometer och strandlinjen är 19,5 kilometer lång. Sjön  ingår i Vuoksens huvudavrinningsområde.   I omgivningarna runt Kotijärvi växer i huvudsak blandskog. Den sträcker sig 4,5 kilometer i nord-sydlig riktning, och 2,9 kilometer i öst-västlig riktning.
I övrigt finns följande i Kotijärvi:
- Kurvinkivi (en ö)